# Skunkkallasläktet
Skunkkallasläktet eller Skunkkallor (Lysichiton) är ett växtsläkte i familjen kallaväxter (Araceae). Släktet består av två närbesläktade arter från nordöstra Asien och nordvästra Nordamerika.
Skunkkallasläktet består av perenna örter med vertikal jordstam. Bladen kommer efter eller tillsammans med blommorna, de är stora och elliptiska till omvänt lansettlika. Hölsterbladet är gult eller vitt, båt-format och öppnar sig helt. Kolv cylindrisk med tvåkönade blommor.
Den gula skunkkallan är med på EU:s förteckning över främmande invasiva arter vilket innebär att arten inte får finnas inom EU. Enligt EU-förordningen är det förbjudet att importera, sälja, odla, föda upp, transportera, använda, byta, släppa ut i naturen eller hålla levande exemplar av de förtecknade arterna. Det är inte heller tillåtet att låta dessa arter växa eller reproducera sig, de ska bekämpas. Alla har ansvar för att EU-förordningen följs, inte minst privatpersoner. Arten bekämpas genom uppgrävning. Avfallet läggs i sopsäckar som hanteras som brännbart avfall/restavfall. 